# گمینا ستارا کیشوا
گمینا ستارا کیشوا (به لهستانی:  Gmina Stara Kiszewa) یک گمینا در لهستان است که در شهرستان کوشچژنا واقع شده‌است. گمینا ستارا کیشوا ۲۱۳٫۱ کیلومتر مربع مساحت و ۶٬۲۶۷ نفر جمعیت دارد.